# PDCD2L
PDCD2L (англ. Programmed cell death 2 like) – білок, який кодується однойменним геном, розташованим у людей на довгому плечі 19-ї хромосоми. Довжина поліпептидного ланцюга білка становить 358 амінокислот, а молекулярна маса — 39 417.
| 10         |  | 20         |  | 30         |  | 40         |  | 50         |
| ---------- |  | ---------- |  | ---------- |  | ---------- |  | ---------- |
| MAAVLKPVLL |  | GLRDAPVHGS |  | PTGPGAWTAS |  | KLGGIPDALP |  | TVAAPRPVCQ |
| RCGQPLALVV |  | QVYCPLEGSP |  | FHRLLHVFAC |  | ACPGCSTGGA |  | RSWKVFRSQC |
| LQVPEREAQD |  | AQKQGNSLAA |  | EDWCEGADDW |  | GSDTEEGPSP |  | QFTLDFGNDA |
| SSAKDVDWTA |  | RLQDLRLQDA |  | VLGAAHPVPP |  | GLPLFLPYYI |  | CVADEDDYRD |
| FVNLDHAHSL |  | LRDYQQREGI |  | AMDQLLSQSL |  | PNDGDEKYEK |  | TIIKSGDQTF |
| YKFMKRIAAC |  | QEQILRYSWS |  | GEPLFLTCPT |  | SEVTELPACS |  | QCGGQRIFEF |
| QLMPALVSML |  | KSANLGLSVE |  | FGTILVYTCE |  | KSCWPPNHQT |  | PMEEFCIIQE |
| DPDELLFK   |  |            |  |            |  |            |  |            |

A: Аланін

C: Цистеїн

D: Аспарагінова кислота

E: Глутамінова кислота

F: Фенілаланін

G: Гліцин

H: Гістидин

I: Ізолейцин

K: Лізин

L: Лейцин

M: Метіонін

N: Аспарагін

P: Пролін

Q: Глутамін

R: Аргінін

S: Серин

T: Треонін

V: Валін

W: Триптофан

Кодований геном білок за функцією належить до фосфопротеїнів. 
Задіяний у таких біологічних процесах, як клітинний цикл, ацетилювання. 